# Ronald Harvey
Ronald George Harvey AM CVO (Perth, 9 de junho de 1934) é um ex-servidor público e administrador esportivo australiano.
Envolvido no esporte, especialmente o basquetebol,  como praticante, técnico e administrador, em sua carreira atuou como chairman da National Basketball League (NBL), diretor do Instituto Australiano de Esportes e da Australian Sports Commission, membro do Comitê Olímpico Australiano, depois seu vice-presidente, presidente da Basketball Australia, o órgão que administra e rege o basquetebol australiano, administrador das Ilhas Christmas e das Ilhas Cocos entre 1997–98 e cônsul-geral da Austrália em Chicago, Estados Unidos, de 2001 a 2003; entre 2004 e 2007 foi o diretor da Federação Australiana de Futebol. Em 2008 foi o organizador do revezamento da tocha olímpica dos Jogos de Pequim em sua passagem pela Austrália. Fora do esporte mas sempre trabalhando em prol dele, foi secretário particular do primeiro-ministro australiano Malcolm Fraser (1975–83).
Suas décadas de serviços dedicado ao esporte na Austrália e fora dela fizeram com que em 1 de abril de 2009 ele fosse o primeiro australiano condecorado com a Medalha Pierre de Coubertin pelo Comitê Olímpico Internacional, em reconhecimento à sua contribuição em promover o espírito olímpico. Ao receber a comenda, declarou: "Eu tenho adorado cada minuto do meu envolvimento nos esportes. Tem sido uma fantástica jornada contínua. Os atletas fazem você se orgulhar de ser australiano e fazem todos os seus esforços valerem a pena".
Entre outras honrarias, em 1981 também foi condecorado com a Real Ordem Vitoriana no grau de Comandante  e em 1999 com a Ordem da Austrália por serviços prestados na promoção do basquetebol australiano.